# Полтава-Южная
Полта́ва-Ю́жная (укр. Полта́ва-Півде́нна) — узловая железнодорожная станция и пассажирский вокзал Полтавской дирекции Южной железной дороги, узел четырёх направлений (на Люботин, Ромодан, Кременчуг и Красноград), за 116 км от ст. Люботин, за 131 км от ст. Ромодан. Находится в Подольском районе города Полтава.

## Зарождение станции
Во второй половине XIX в. в Российской империи ведется интенсивное строительство новых железнодорожных линий, связывающих центральные губернии государства с портами, в первую очередь на Балтийском, Чёрном и Азовском морях. В 1864 году принято решение правительства о строительстве одной из таких линий, получившей название Харьково-Николаевской железной дороги. Эта дорога должна была соединить порты Одессы, Николаева и Херсона с Харьковом через Кременчуг и Полтаву.
1 августа 1870 года открылось движение поездов на участке Кременчуг — Полтава длиной 110 верст. Это была первая железная дорога в Полтавской губернии. А с 15 июня 1871 г. поезда пошли по линии Полтава — Харьков (132 версты). Так было положено начало станции Полтава Харьково-Николаевской железной дороги, которая ныне известна нам как Полтава-Южная.
До 1880 г. на станции действовало временное здание пассажирского вокзала, а в 1880 г. построено капитальное. Рядом сооружены паровозоремонтные мастерские (1871 г., ныне Полтавский тепловозоремонтный завод) и паровозное депо (ныне локомотивное депо Полтава). На линии первоначально эксплуатировались паровозы серии Б.
По ходатайству ведомства и землевладельцев Полтавской губернии на основании решения Государственного совета от 5 июня 1895 г. была разрешена к постройке как подъездной путь первая часть линии Полтава — Лозовая (Полтава — Карловка, 44 версты и Карловка — Константиноград (Красноград), 32 версты) и вторая часть (Константиноград — Лозовая, 89 верст). Этот участок строился как линия транзитного значения, окончательно он построен к 1901 году, а регулярное движение поездов началось здесь в 1903 году.
Железнодорожники Полтавского узла приняли участие во Всероссийской забастовке 1905 года. 9 декабря 1905 г. на ст. Полтава-Южная прекратили работу все мастерские, выведено из строя несколько паровозов. Забастовочный комитет снял с должностей начальников станций и мастерских, назначил новых из числа рабочих и служащих. Разоружены жандармы на ст. Полтава-Южная, создана железнодорожная милиция из рабочих. Членами комитета С. Козюрой, Г. Покорным и П. Жарко был захвачен железнодорожный телеграф. Это выступление, как и другие, было подавлено властями.
Трудные годы революции и Гражданской войны не обошли стороной и Полтаву. К концу 1919 г. на дороге почти не осталось старых высококвалифицированных работников. Дорога лишилась почти всего своего подвижного состава. В 20-е гг. разрушенная инфраструктура восстанавливается, налаживается работа железных дорог. В 1928 г. на площади перед вокзалом был построен Дом культуры железнодорожников.
В результате реформ на железнодорожном транспорте 1 февраля 1934 г. образована Южная железная дорога. Центром одного из её отделений стала станция Полтава-Южная.
В 1937 г. перестроено здание пассажирского вокзала станции.

## Станция в годы Великой Отечественной войны
При наступлении немецко-фашистских заватчиков на Украину в 1941 г. вокзал и другие объекты станции Полтава-Южная были разрушены. Начались трудные годы немецкой оккупации Полтавы.
23 сентября 1943 года город был освобожден советскими войсками. Вокзал и станционный комплекс подлежали восстановлению.

## Новейшая история
Восстановительные работы на станции и строительство вокзала начались сразу после освобождения города. Эти работы возглавлял начальник Управления восстановительных работ ЮЖД Герой Социалистического Труда М. Л. Бондаренко. Под его руководством в 1947 г. по проекту архитектора Е. Лымаря было построено новое здание вокзала. Оно стало лучше и удобнее довоенного. Внешний вид вокзального здания остался неизменным до наших дней.
Общая площадь помещений вокзала — 3817 м²., он рассчитан на 200—250 пассажиров.
В 1975 г. по инициативе начальника вокзала Л. Мехедько и дежурного по вокзалу Г. Маслака налажены автоматические камеры хранения.

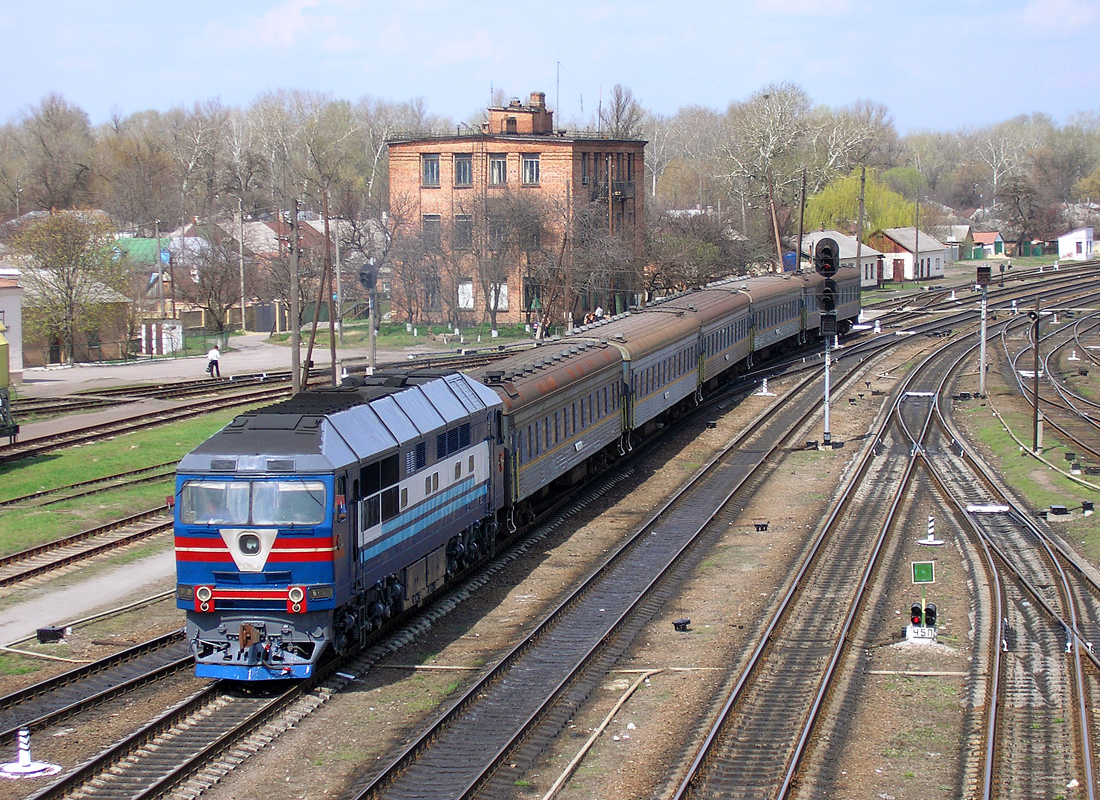
Станция Полтава-Южная в 2006 году до электрификации. Прибывает пригородный поезд Харьков — Полтава под тепловозом ТЭП70

В послевоенные годы происходит динамичное развитие железнодорожного транспорта. Ускоряется оборот вагона как главный показатель работы дороги. Высоко отмечена работа станции Полтава-Южная, в частности, поездного диспетчера Полтавского отделения ЮЖД А. Поддубного и маневрового диспетчера С. Пономарёва. На линии эксплуатируются новые локомотивы: магистральные тепловозы ТЭ3, пассажирские ТЭП60 и маневровые ТГМ3, дизель-поезда ДР1П. Обновляется парк пассажирских и грузовых вагонов, вводится электрическая централизация стрелок и сигналов, автоблокировка. В 70-80 гг. тепловозы ТЭ3 заменяются более мощными 2ТЭ116, на манёврах трудятся тепловозы ЧМЭ3, в пассажирском движении — ТЭП70, а в пригородном используются дизель-поезда ДР1А.
Транзитные грузы по данным 1981 г. составляли 75-80 % грузооборота. В структуре перевозимых грузов — донецкий уголь, железная руда, нефть, стройматериалы, кокс, древесина, зерно, сахарная свекла.
В 2000 году проведена реконструкция вокзального комплекса. Отремонтировано пассажирское здание, билетные кассы, пассажирские платформы, в здании вокзала открыт сервис-центр, комнаты матери и ребёнка. При реконструкции билетные кассы перенесены из отдельного здания в один из залов вокзала.

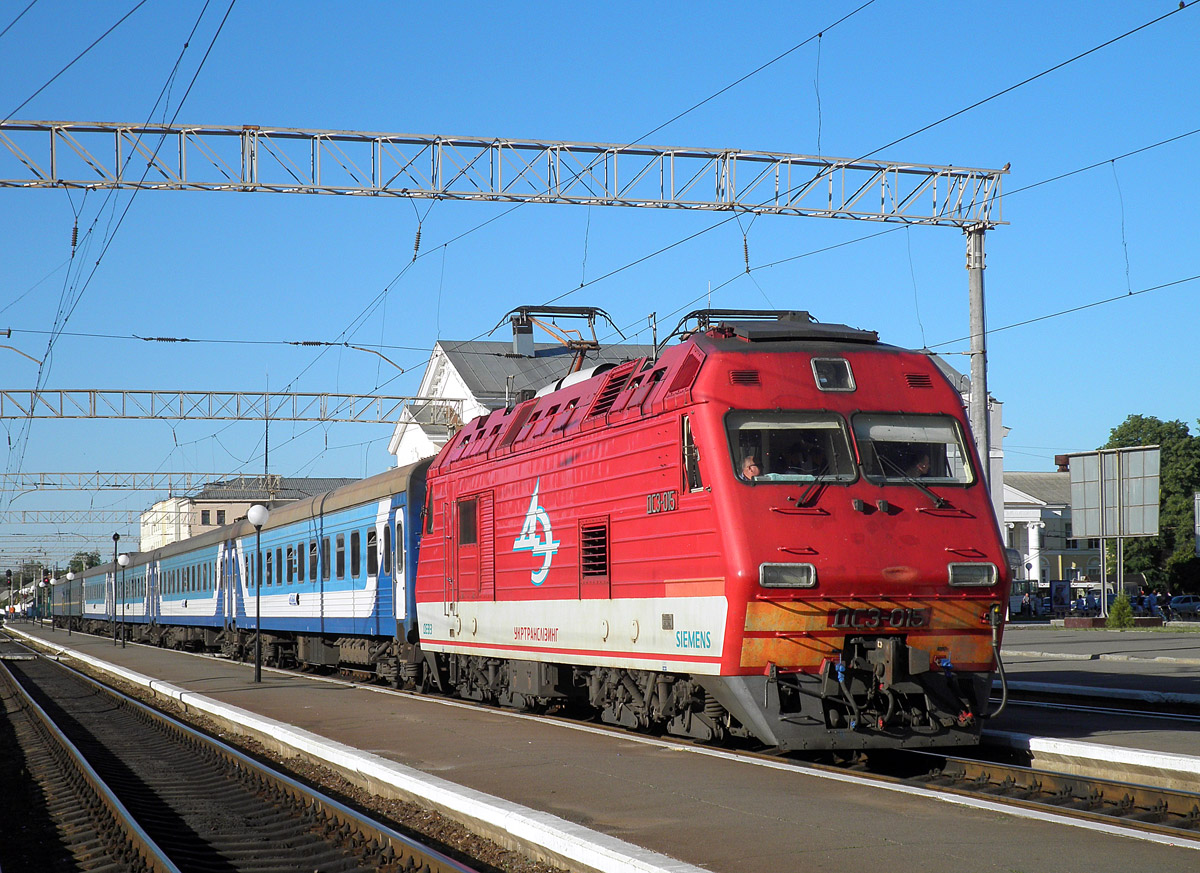
Электровоз ДС3 с ускоренным поездом № 179 Полтава — Киев отправляется со станции

В 2002 году состоялся пуск электрифицированного участка Сагайдак — Полтава-Киевская.
На станции Полтава-Киевская стали выполнять смену локомотивов. В связи с этим часть пассажирских поездов пошла в обход станции Полтава-Южная. Несмотря на это, станция остается лидером по пригородным перевозкам на Полтавском узле.
В 2006—2008 гг. проводились работы по электрификации станции. В это же время выполнялась реконструкция путевого и станционного хозяйства. В частности, в Сортировочном парке демонтировано пять путей, а в Пассажирском разобраны здания складских помещений. 29-й путь Ромодановского парка стал тупиковым, а песочные бункеры для экипировки тепловозов в северной горловине станции демонтированы. Бывшие посты 334 км и 335 км вошли в состав, соответственно, станций Вакуленцы и Полтава-Южная.
В 2006 году на станции смонтирована передвижная тяговая подстанция, а через год сооружена и запущена в эксплуатацию стационарная (ЭЧЭ-12). В результате реконструкции станции претерпела изменения нумерация путей, стрелок и сигналов.
В ночь с 18 на 19 августа 2008 г. в смонтированную контактную сеть впервые было подано напряжение, а 21 августа состоялось торжественное открытие электрификации станции. Были электрифицированы пути локомотивного и моторвагонного депо, создано подразделение по обслуживанию и ремонту контактной сети (ЭЧК-11). Со станции начали отправляться электропоезда на Гребёнку и Огульцы. На электротяге до Полтавы-Южной пошли пассажирские и грузовые поезда из Киева и Харькова. На станции стала производиться смена локомотивов.

## Предприятия железнодорожного узла
На станции Полтава-Южная находится управление Полтавской дирекции железнодорожных перевозок (ДН-4), пассажирский вокзал 1-го класса, локомотивное депо (ТЧ-5), моторвагонное депо (РПЧ-2), грузовое вагонное депо (ВЧД-9), дистанция пути (ПЧ-11), дистанция сигнализации и связи (ШЧ-6), Полтавское (СМЭУ-6) и Южное (СМЭУ-685) строительно-монтажные эксплуатационные управления, дистанция электроснабжения (ЭЧ-4), пассажирский вагонный участок (ВЧ-4), восстановительный поезд (ВП-5), отдел полиции, межрайонная транспортная прокуратура, отделение «Экспресс-Банка», клиническая больница станции Полтава-Южная. Подъездные пути соединяют станцию с несколькими промышленными предприятиями, среди которых Полтавский тепловозоремонтный завод, ОАО «Полтаватрансстрой», ОАО «Полтавский комбинат хлебопродуктов», хлебозавод и другие.

## Инфраструктура станции

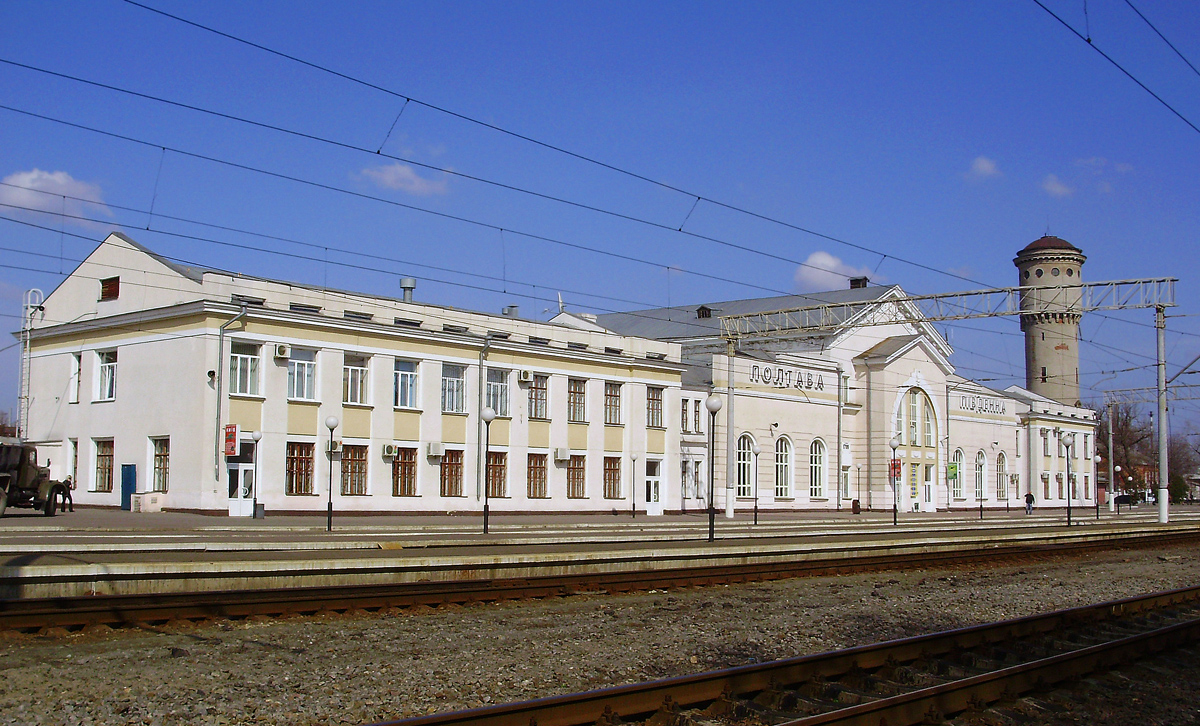
Вокзал (вид со стороны путей)

Станция Полтава-Южная состоит из шести парков: Пассажирского, Сортировочного, Ромодановского, Люботинского, Ворсклянского и Предгорочного. К станции примыкают трехпутный перегон Полтава-Южная — Вакуленцы (два пути на Харьков и один на Гребёнку), а также двухпутные перегоны Полтава-Южная — Малая Перещепинская (на Кременчуг) и Полтава-Южная — пост 8 км (на Лозовую).
Пути станции ориентированы в направлении север — юг. Общее число путей — около 60, не считая тракционных и подъездных.
Локомотивное и моторвагонное депо находятся в северной части станции.
Станция электрифицирована на переменном токе. Развернутая длина контактной подвески составляет около 71 км. На станции применяется автоматическая блокировка и диспетчерская централизация стрелок и сигналов с микропроцессорным набором маршрута.
Станция имеет электрифицированную (с 2013 г.) сортировочную горку. Пост ЭЦ размещен в районе Южной горловины Сортировочного парка.
Освещение станции обеспечивается как с помощью прожекторных мачт, так и светильников, установленных на жестких поперечинах контактной сети.
На станции четыре низких пассажирских платформы. Пешеходный мост не обеспечивает выход ни на одну из них — он играет роль перехода с вокзала в вагонное депо.
В пределах Сортировочного парка имеется ещё один пешеходный мост, автомобильные переезды и пешеходные переходы, обеспечивающие выход в микрорайоны Лесок, Новостроение и Дублянщина, состоящие преимущественно из одноэтажных домов.
В здании вокзала имеются билетные кассы, зал ожидания, комнаты отдыха, сервис-центр, парикмахерская, кафе и магазин. В этом же здании размещается контора станции и товарная контора.
Ранее в центральном зале вокзала находилось 33-е отделение связи, по состоянию на 2011 год оно закрыто, при этом рядом с вокзалом на ул. Сакко находится 30-е отделение связи (по состоянию на 2015 г. также закрыто). На станции есть багажное отделение, платный и бесплатный туалеты.
Вокзал имеет выход на площадь Славы, улицы Гаевого и Вокзальную.
На пл. Славы находятся Дом науки и техники Полтавской дирекции железнодорожных перевозок и Полтавский техникум транспортного строительства (автодорожного профиля).
Южный вокзал является конечной остановкой многих маршрутов троллейбусов, автобусов и маршрутных такси.
Возле вокзала находятся продуктовый и вещевой рынки.
В конце 2013 года произведен капитальный ремонт здания билетных касс, где установлена турникетная система, имеется зал ожидания и справочное бюро.

## Движение пассажирских поездов
По состоянию на 2025 год вокзал отправляет и принимает следующие поезда:
| № поезда          | Маршрут                   | № поезда          | Маршрут                   |
| ----------------- | ------------------------- | ----------------- | ------------------------- |
| 7                 | Харьков — Одесса          | 8                 | Одесса — Харьков          |
| 101               | Херсон, Киев — Краматорск | 102               | Краматорск — Киев, Херсон |
| 104 «Незламність» | Львов — Краматорск        | 104 «Незламність» | Краматорск — Львов        |
| 129               | Полтава — Ужгород         | 129               | Ужгород — Полтава         |

В 2022 году вокзал отправлял и принимал следующие поезда:
| № поезда     | Маршрут            | № поезда     | Маршрут            |
| ------------ | ------------------ | ------------ | ------------------ |
| 7 «Пальмира» | Харьков — Одесса   | 8 «Пальмира» | Одесса — Харьков   |
| 149          | Полтава — Черновцы | 150          | Черновцы — Полтава |

### Движение пассажирских поездов (2016—2017 г.)
По состоянию на 2016 год через станцию проходили пассажирские поезда во всех четырёх направлениях: Харьковском, Киевском, Кременчугском и Лозовском
| № поезда | Маршрут движения      |
| -------- | --------------------- |
| 126Л     | Киев- Константиновка  |
| 126О     | Константиновка — Киев |
| 272Ш     | Одесса — Харьков      |
| 783О     | Полтава- Днепр        |
| 781О     | Полтава — Киев        |
| 375Ш     | Херсон — Харьков      |
| 785К     | Харьков — Киев        |
| 112Л     | Львов — Харьков       |
| 112Л     | Львов — Кременчуг     |
| 637О     | Полтава — Кременчуг   |
| 091О     | Харьков — Кременчуг   |
| 091Й     | Москва — Кременчуг    |
| 092П     | Кременчуг — Москва    |
| 092П     | Кременчуг — Харьков   |
| 092П     | Кременчуг- Львов      |
| 111О     | Харьков — Львов       |
| 786К     | Киев — Харьков        |
| 059Д     | Харьков — Одесса      |
| 375О     | Харьков — Херсон      |
| 782О     | Киев — Полтава        |

## Движение пригородных поездов
Со станции Полтава-Южная отправляются пригородные поезда до следующих станций:
- в харьковском направлении: Огульцы, Коломак;
- в киевском направлении: Гребёнка, Ромодан;
- в кременчугском направлении: Крюков-на-Днепре, Кобеляки, Лещиновка;
- в красноградском направлении: Лозовая.

## Коммерческие операции
На станции Полтава-Южная производятся следующие коммерческие операции:
- продажа билетов на все пассажирские поезда, приём и выдача багажа;
- приём и выдача повагонных отправок грузов, допускаемых к хранению на открытых площадках станций;
- приём и выдача мелких отправок грузов, требующих хранения в крытых складах станций;
- приём и выдача грузов повагонными и мелкими отправками, загружаемых целыми вагонами, только на подъездных путях и местах необщего пользования;
- приём и выдача повагонных отправок грузов, требующих хранения в крытых складах станций.